# Pragmática Sanción de 1783

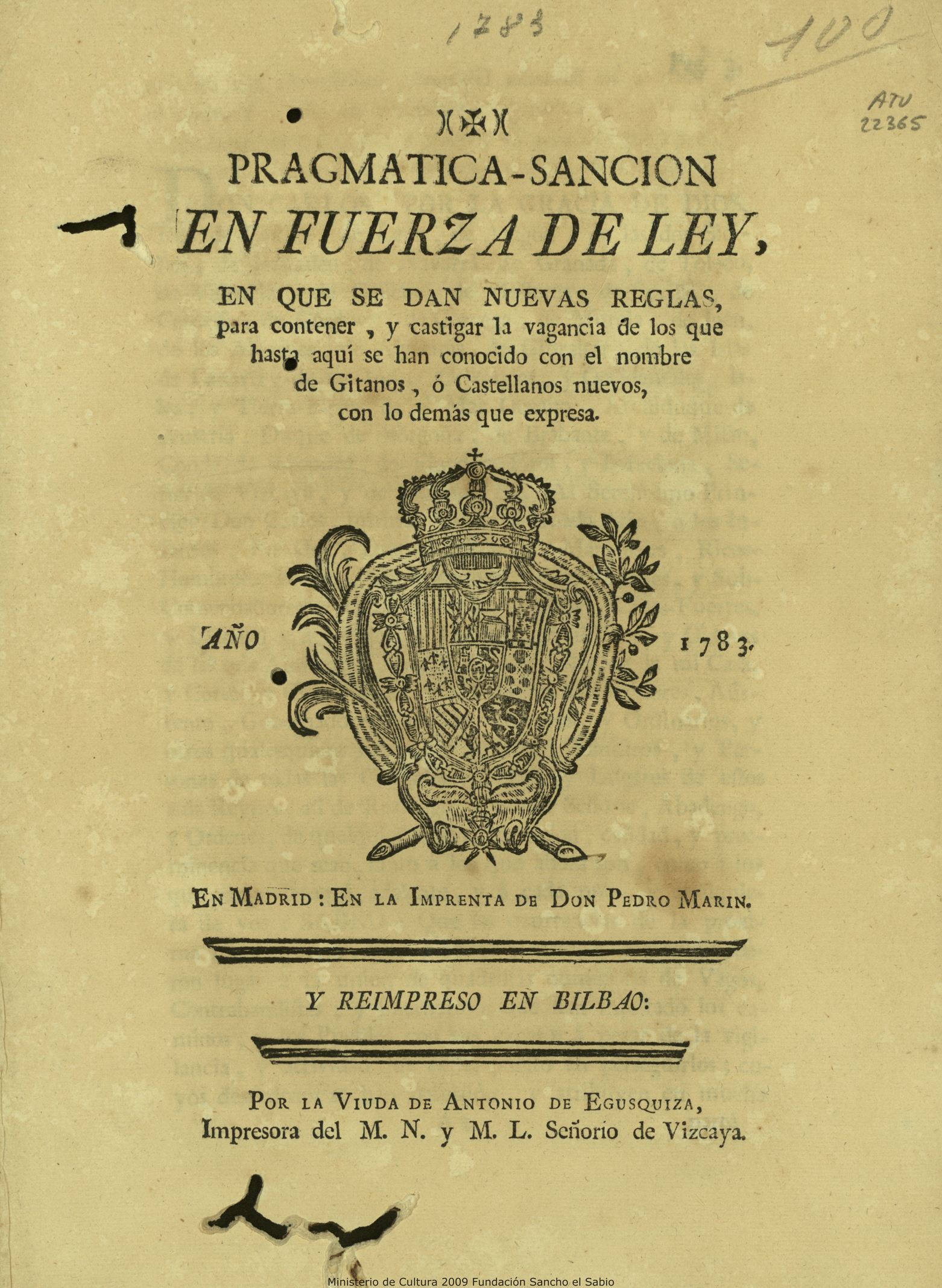
Pragmática Sanción de 1783

La Pragmática Sanción de 1783 (oficialmente Pragmática-Sanción en fuerza de ley, en que se dan Nuevas Reglas para contener y castigar la vagancia de los que hasta aquí se han conocido como Gitanos, o Castellanos nuevos, con lo demás que expresa) fue una pragmática con «fuerza de ley» dictada por el rey Carlos III de España para intentar integrar a los «gitanos» por medios no exclusivamente represivos, tras el fracaso del proyecto de «exterminio» de la «mala raza» de los gitanos conocido como la Gran Redada de 1749, bajo el reinado de su antecesor Fernando VI.
La nueva política de Carlos III hacia los gitanos plasmada en la Pragmática Sanción de 1783, según José Luis Gómez Urdáñez, supuso «un giro de 180 grados», aunque en realidad «no fue más que el reconocimiento, tardío y obligado, de asumir que el genocidio, tal y como lo intentó Ensenada, era inviable».

## Antecedentes

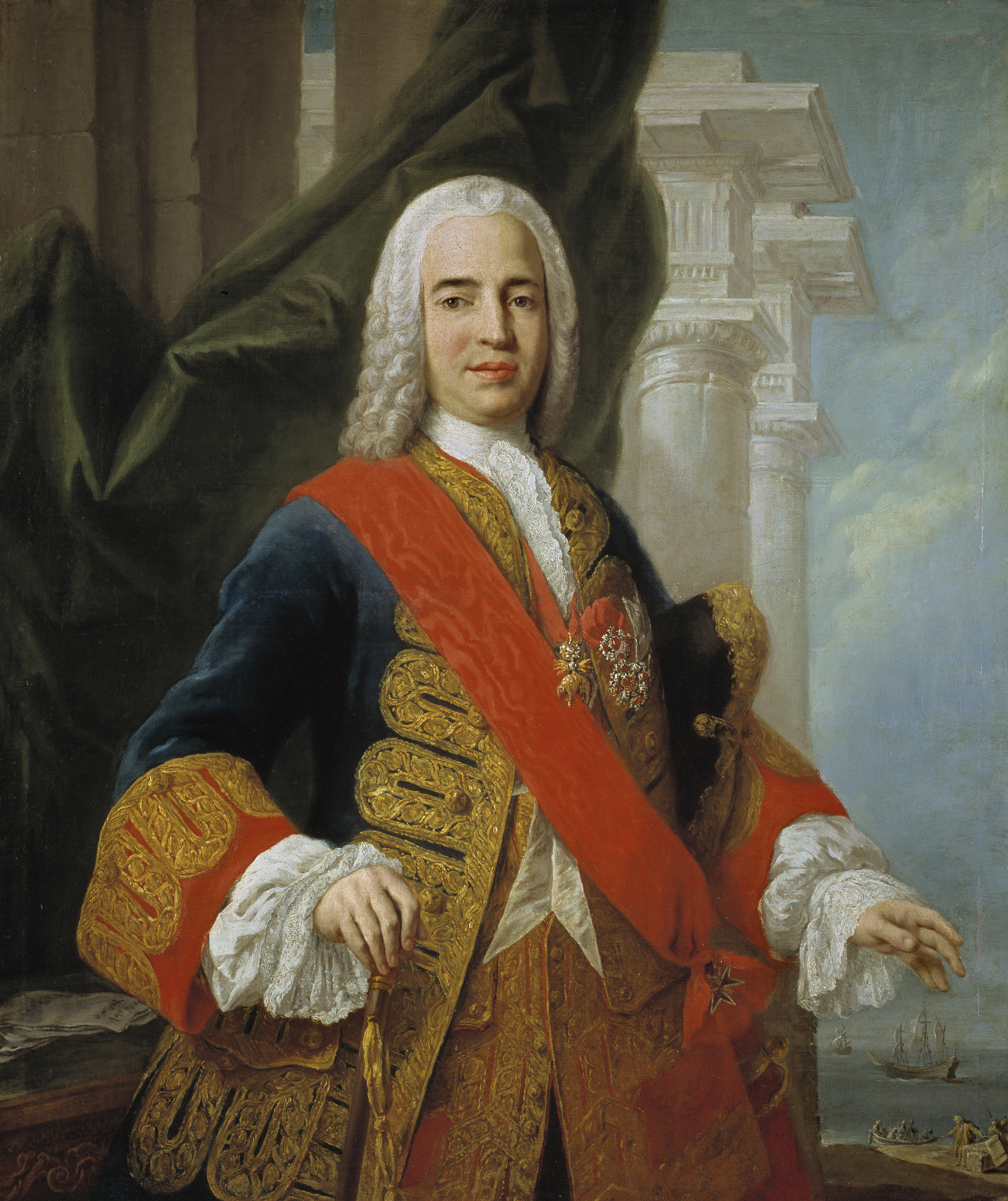
Retrato del marqués de la Ensenada

El 31 de julio de 1749 se puso en marcha el proyecto de «exterminio» del pueblo gitano conocido como la «Gran Redada» —oficialmente, Prisión general de gitanos— que fue ideado y dirigido por el marqués de la Ensenada, ministro de Fernando VI, y que consistía en recluir separadamente a los hombres y a las mujeres gitanos para que no pudieran reproducirse y conseguir así su «extinción».
Conseguida la aprobación del rey, Ensenada puso en marcha un gran operativo minuciosamente preparado para llevar a cabo su proyecto de «disolución y de exterminio cultural» de los gitanos, que también ha sido calificado como un «proyecto genocida». En el preámbulo de las instrucciones dadas a las autoridades locales se les decía que el «único medio» para «curar tan grave enfermedad» («el vago y dañino pueblo que infecta a España de gitanos») era «exterminarlos de una vez». El 31 de julio de 1749 y en los días posteriores fueran sacados de sus casas o de sus asentamientos unos 9000 gitanos y gitanas de todas las edades. En general solo ofrecieron resistencia cuando se procedió a separar a las familias: las mujeres, las niñas y los niños menores de siete años, por un lado, que fueron recluidos en casas de misericordia o en otros lugares, como la Alcazaba de Málaga; los varones y los niños mayores de siete años por otro, que fueron llevados a trabajar en los Arsenales de la Marina de Guerra.

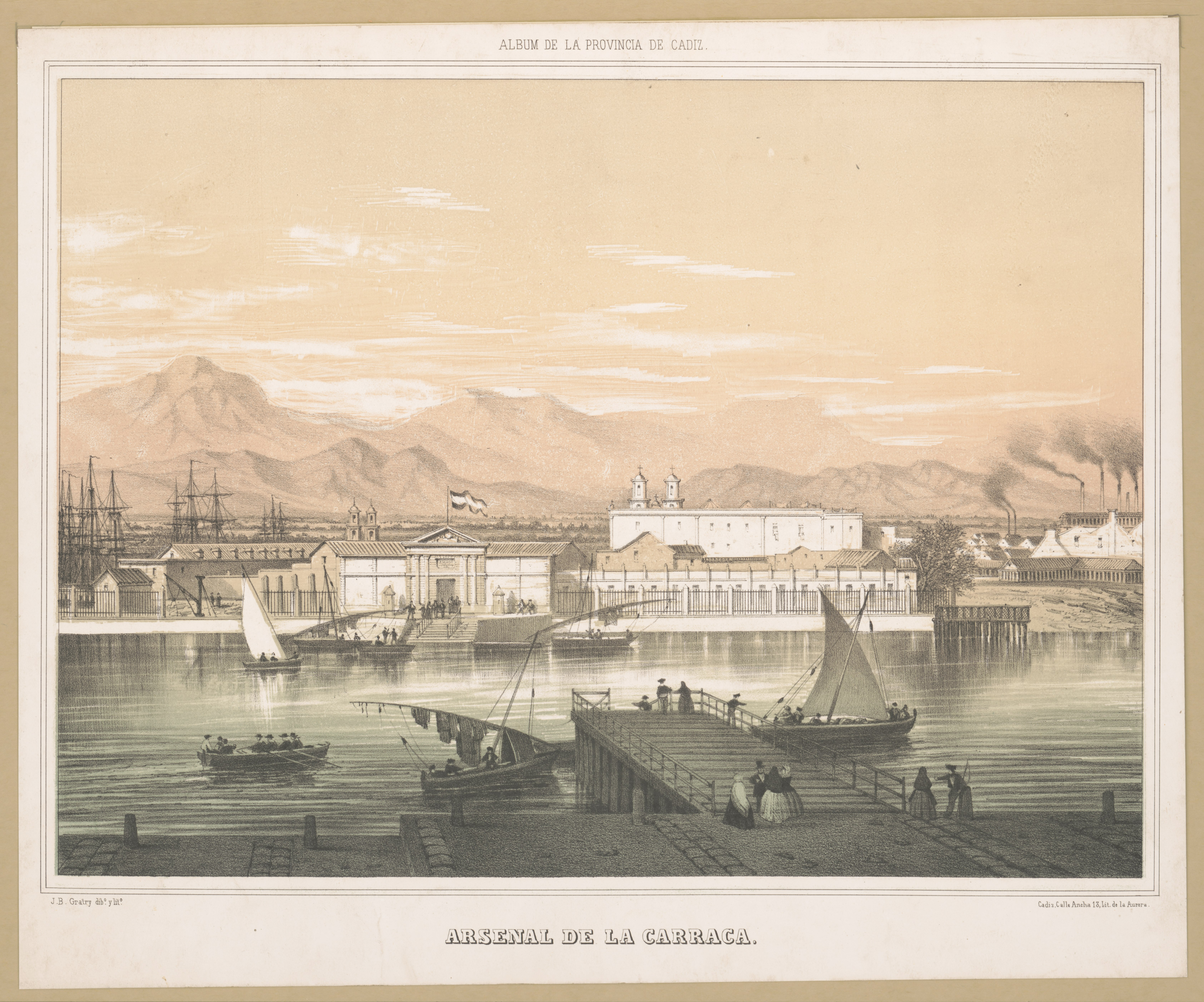
Arsenal de La Carraca (Cádiz), a donde fueron llevados varios miles de varones gitanos y de niños mayores de siete años.

A mediados de agosto Ensenada se lamentaba de no «haberse logrado la prisión de todos». Además le llegaban noticias de alborotos y de gitanos que habían huido, por lo que reiteró sus instrucciones de que «en todas partes se solicite y asegure la prisión de los que hubiesen quedado». Asimismo, tenía que responder a las quejas que le llegaban de los gobernadores de los arsenales y de los alcaides de las casas de misericordia, completamente hacinadas.
Para evaluar el estado de la operación se reunió una Junta el 7 de septiembre bajo la supervisión del confesor del rey Francisco Rávago y allí Ensenada disfrazó su fracaso, del que culpó a las autoridades locales, proponiendo una medida de perdón. Así el 27 de octubre se emitió una Instrucción en la que se ordenaba que fueran liberados los gitanos que acreditaran un «buena» forma de vida. A pesar de la «benigna» Instrucción el marqués de la Ensenada siguió con su plan de evitar la «procreación» «de tan malvada raza». No fueron muchos los gitanos liberados en aplicación de la Instrucción del 27 de octubre.
La resistencia que ofrecieron los gitanos a trabajar en los arsenales ―hicieron huelgas de brazos caídos a pesar del riesgo que corrían de que se les aplicaran grilletes o cepos o de ser ahorcados―, las fugas para reunirse con sus mujeres y sus hijos y las protestas violentas, sobre todo de las gitanas presas, forzaron a que el nuevo rey Carlos III, una vez destituido Ensenada por su antecesor en el trono en 1754, aprobara en 1763 un indulto ―«algo poco frecuente en el Antiguo Régimen», apostilla José Luis Gómez Urdáñez― y que algunos ministros comenzaran a cuestionar las política que se había aplicado hasta entonces y que culminaría con la promulgación de la Pragmática Sanción de 1783.
Aunque fracasó el plan de acabar con «tan malvada raza» el daño originado por la «Gran Redada», según Manuel Martínez Martínez, del Instituto de Estudios Almerienses, fue «incalculable, pues causó una profunda brecha entre ambas comunidades [gitanos y no gitanos] y acentuó la pobreza y la marginalidad de una colectividad étnica que prácticamente en su totalidad se hallaba asentada y en proceso de completa integración».

## El debate previo: la oposición del conde de Aranda

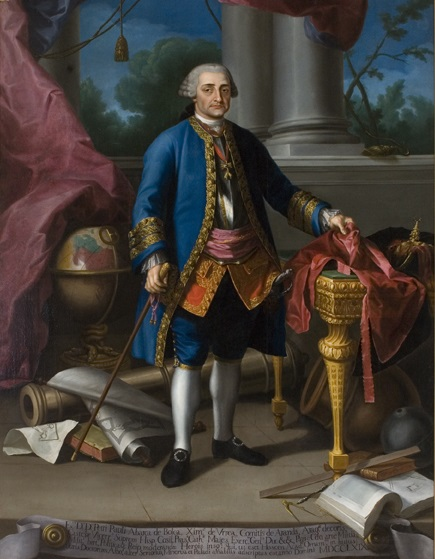
Retrato del Conde de Aranda (1769) por Ramón Bayeu (Museo de Huesca).

«A la vista del fracaso de las medidas genocidas del marqués de la Ensenada», bajo Carlos III, y con el impulso del ministro Pedro Rodríguez de Campomanes, se dio un giro (relativo) a la política sobre los gitanos abandonando las medidas exclusivamente represivas con el objetivo de «reducir» a los gitanos a la vida cristiana. Sin embargo, aún había miembros del gobierno que seguían defendiendo las políticas de Ensenada como el conde de Aranda que en una consulta abierta en 1771 fue aún más lejos que aquél cuando propuso que no se separaran a los niños gitanos de sus madres y padres a los siete años ―como había hecho Ensenada― sino al nacer, para que ni siquiera aprendiesen a hablar «la jerigonza», es decir, el caló. Serían llevados a hospicios y luego los niños pasarían a la Marina y a trabajar en las maestranzas, fábricas de lonas, herrerías, etc., mientras que las niñas serían sirvientas u obreras. El conde de Aranda abogaba por la «aniquilación» de los gitanos, por «extinguir esta casta libertina y criminal».
El plan del conde de Aranda también incluía la posibilidad de enviarlos a América, «interpolados con otras gentes honradas, en nuestras colonias más distantes de la Luisiana, orillas del río Orinoco, bahía de San Julián, isla de Juan Fernández, para que sean vecinos útiles», pero el secretario de Marina, Pedro González de Castejón, se opuso porque los gitanos eran «los más infames hombres que se conocen». También se opuso José de Gálvez y Gallardo, ministro de Indias, porque pensaba que «serían capaces, colocados en América, de alterar la constitución y seguridad de aquellos grandes dominios». Gálvez recordó que los gitanos tuvieron siempre prohibido ir a América por «sabias leyes que tenían por objeto conservar las Indias y mantener a los habitantes en la religión católica».

## La Pragmática  y su aplicación

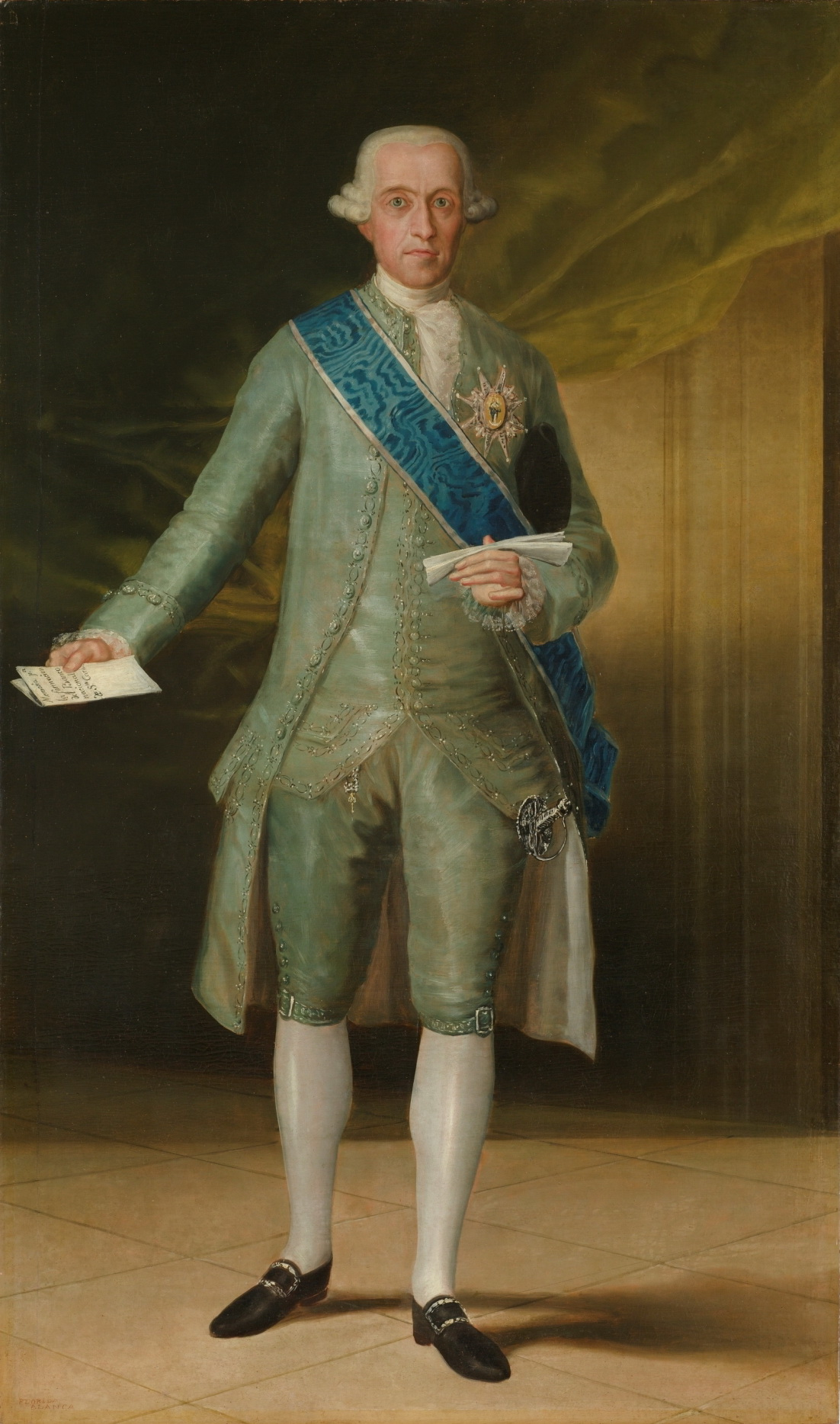
Floridablanca pintado por Goya (Museo del Prado).

En la Pragmática se declaraba «que los que llaman y se dicen gitanos no lo son por origen ni por naturaleza, ni provienen de raíz infecta alguna», aunque al mismo tiempo se exigía que «ellos y cualquiera de ellos no usen de la lengua, traje y método de vida vagante de que hayan usado hasta presente, bajo las penas abajo contenidas», entre las que se incluía la pena de muerte para los «gitanos inobedientes».
Como ha señalado José Luis Gómez Urdáñez, «se había abierto el camino hacia la asimilación del “gitano bueno”, el trabajador que abandonaba el nomadismo y otras costumbres, como el vestido o el idioma, pero no iba a resultar fácil salvar los viejos tópicos, ni evitar las medidas represivas que contenía la ley. Como siempre, se tendía la mano a los útiles vasallos, los gitanos buenos, y se amenazaba con el puño de hierro a los malos, los incorregibles, los viciosos. Pero al menos, ya no eran la “malvada raza”». En aquel momento, según un censo que se realizó con ocasión de la Pragmática, vivían en España unos 11 000 gitanos, dos tercios de ellos en Andalucía.
Cuatro años después de aprobada la Pragmática Sanción el secretario Pedro Escolano de Arrieta presentó un informe al secretario de Estado conde de Floridablanca, en el que afirmaba que «esta sabia providencia no ha producido todo el buen efecto que se deseaba, pues son frecuentes las quejas que se dan de que semejante clase de gentes ha vuelto a la vida holgazana que tenían, pasando a ferias y mercados y empleándose en el ejercicio de cambiar caballerías». En su relación de la efectividad real de la Pragmática Sanción hizo un repaso detallado de la misma y de los capítulos 1 al 4 sobre no usar lengua, traje, prohibición de llamarles gitanos, etc., afirmó que el fracaso era general. Puso como ejemplo el caso de Málaga donde el alcalde mayor no pudo conseguir unir el gremio de herreros gitanos y el de cristianos viejos, porque estos últimos se habían negado e incluso habían recurrido a la Chancillería de Granada.
Sobre el capítulo 7, sobre el avecindamiento en el plazo de 90 días, también afirmó que había fracasado porque muchos gitanos luego «volvieron a levantar su domicilio sin saberse de su paradero». Lo mismo sucedía con el capítulo 8, sobre las profesiones que podían ejercer, porque se registraban como jornaleros pero cuando se acababa el trabajo volvían al trato de caballerías o a trajinar con todo tipo de géneros, seguramente «hurtados, o comprados con dinero robado».
La única autoridad que presentó, en 1785, un informe positivo de la aplicación de la Pragmática Sanción fue Francisco de Zamora y Aguilar, ministro del Crimen de la Real Audiencia de Cataluña con jurisdicción sobre Barcelona y sus alrededores. En él afirmaba que había conseguido la integración de muchachas gitanas que antes «no sabían más que bailar y cantar canciones indecentes, y ya han aprendido la doctrina cristiana y las obligaciones de madre de familia», además de hacer algunos trabajos textiles. En un informe posterior de diciembre de 1788 ―dos semanas después de la muerte de Carlos III― remitido al conde de Floridablanca explicó los medios con los que había conseguido «reducir a vasallos útiles, conforme a los deseos de S. M., las 200 personas que hay en Barcelona y pueblos de su rastro, que han sido entre otros deshacer la estrecha unión de estas familias, acomodando cada una en habitación separada, dividiendo ésta entre personas y caballerías». Los cuartos los había amueblado y blanqueado y les había hecho «mudar de traje», todo pagándoselo «porque su pobreza no les permitía estos gastos». Advertía que había encontrado un problema común al resto de España: «la oposición de los gremios y dificultad de encontrar maestros que los admitiesen (de aprendices)».

## Consecuencias
Sobre la eficacia de la Pragmática de 1783 Gómez Urdáñez concluye: «La ausencia de destinos en los que trabajar y de centros donde educarse —corregirse— dejó la pragmática de Carlos III en puro papel y los alcaldes y corregidores siguieron elevando informes negativos y aplicando las penas tradicionales. George Borrow, otro “amigo de los gitanos” —seguramente más preocupado por su desconocimiento de la Biblia— comprobaría años después los pobres resultados conseguidos con la pragmática de 1783».